# (8318) Averroes
(8318) Averroes (1306 T-2) – planetoida z grupy pasa głównego asteroid okrążająca Słońce w ciągu 5,7 lat w średniej odległości 3,19 au. Odkryta 29 września 1973 roku.